# Нуева-Лоха
Нуева-Лоха (ісп. Nueva Loja) — місто на північному сході Еквадору, адміністративний центр провінції Сукумбіос.

## Історія
Нуева-Лоха була заснована в 1960-ті роки як пункт нафтової компанії Тексако. У 1972 році будується перша лінія нафтопроводу. Від селища нафтовиків розрослосся місто, яке в 1979 році стає центром новоутвореного кантону Лаго-Агріо, а в 1989 році — столицею провінції Сукумбіос.

## Географія
Є найбільшим містом еквадорської Амазонії, розташоване за 20 км на південь від кордону з Колумбією.

## Населення
За даними на 2012 рік населення міста становить 28 522 чол.
| 1990  | 1995  | 2000  | 2012  |
| ----- | ----- | ----- | ----- |
| 15398 | 19262 | 21500 | 28522 |

Джерело: